# Viktor Artamonov
Pour les articles homonymes, voir Artamonov.
Viktor Alekseïevitch Artamonov (en russe : Виктор Алексеевич Артамонов) est un général russe, né le 9 octobre 1873 et mort le 23 août 1942 à Anvers en Belgique.

## Biographie
Il est diplômé en 1890 du corps des cadets de Simbirsk, en 1892 de l'académie militaire de Pavlovsk et en 1900 de l'académie d'état-major de Mykolayiv.
Il sert dans le régiment de la garde Volynski, à la 15e division d'infanterie et à Odessa en 1904.
Il est agent militaire de liaison de 1907 à 1909 en Grèce puis de 1909 à 1918 en Serbie.
De 1919 à 1920, il est représentant à Belgrade des Forces armées du Sud de la Russie, sous les ordres de Anton Ivanovitch Dénikine puis sous ceux de Piotr Nikolaïevitch Wrangel.
À partir de 1920, il s'implique dans la constitution du royaume des Serbes, Croates et Slovènes avec la création de trois corps de cadets et d'institutions pour femmes puis dans celle du royaume de Yougoslavie.